# Flekterande språk
Flekterande språk är en lingvistisk term som används inom morfologisk typologi för den grupp av språk som bildar en undertyp av syntetiska språk. De flekterande språken kännetecknas av att enskilda ord ändrar sin morfologiska form genom inre böjning, flektering (från det latinska verbet flecto, vilket betyder böja), för att visa sin relation till andra ord i satsen. Ett exempel från svenskan är att verbet skriv ändrar vokal för att markera tempusförändring skrev, utan att ta användning av ändelser eller prefix. I egyptisk arabiska syns flektering i följande exempel:
- kátab (han skrev)
- yíktib (han skriver)

De olika former som ett ord kan anta kallas för ordets paradigm. I ett flekterande språk representerar varje böjningsform i paradigmet ett komplex av grammatiska särdrag. Till exempel, ”amulett” heter på latin ”amuletum”. Genitiv (”amuletts”) är ”amuleti”, där ändelsen ‑i markerar genitiv. Pluralis ”amuletter” är ”amuleta”. Men formen som är både genitiv och pluralis radar inte upp genitiv‐ och pluralisändelserna efter varandra som i amulett‑er‑s, utan ”amuletters” heter på latin ”amuletorum”. Ändelsen ‑orum kombinerar betydelserna ”genitiv” och ”pluralis”. Utmärkande för flekterande språk är att ett affix kan kombinera flera funktioner. Affixet Ändelsen ‑orum står både för grammemet ”genitiv” i den grammatiska kategorin ”kasus i latinska substantiv” och grammemet ”pluralis” i den grammatiska kategorin ”numerus i latinska substantiv.
Vilka former som ingår i paradigmet beror till hög grad på ordets typ – dess ordklass. Substantivens paradigm kallas ofta deklination, medan verbparadigm kallas för konjugationer.

## Exempel på flekterande språk
Alla de indoeuropeiska språken är flekterande, men i mycket varierande grad. Allt ifrån den mycket svagt flekterande engelskan till den mycket mer flekterande isländskan. I franskan är det skrivna språket i mycket högre grad än det talade flekterande, då en stor del av de böjningar som förekommer idag ej uttalas. Alla de klassiska språken i denna familj, som sanskrit, latin, klassisk grekiska, hittitiska och så vidare var flekterande.
Utanför den indoeuropeiska språkfamiljen är även de semitiska språken flekterande i varierande grad. Den litterära arabiskan är exempelvis mer flekterande än de arabiska dialekterna.